# La plaga
«La plaga» es una canción de rock en español editada por la banda mexicana Los Teen Tops en 1959. La canción tiene la música del exitoso tema de rock and roll Good Golly Miss Molly, de Robert Blackwell y John Marascalco, que fue un éxito mundial interpretada por Little Richard. La letra está realizada en español y no tiene correspondencia con el texto inglés.

## Historia
Los Teen Tops era una banda de adolescentes mexicanos que cantaban rock and roll en inglés, formada en 1958 e integrada por Rogelio Tenorio quien fuera el efímero bajista original, Enrique Guzmán como vocalista y guitarra, Sergio Martel y los hermanos Jesús y Armando Martínez. Debido a contactos realizados por los hermanos Martínez con un demo, en abril de 1959 recibieron una invitación de la empresa discográfica Columbia para viajar a Los Ángeles y realizar algunas pruebas. Fue en la discográfica misma donde grabaron por primera vez en español, las canciones que solían hasta entonces cantar en inglés, grabando cuatro temas: Rock de la Cárcel (Jailhouse rock de Elvis Presley), Confidente de Secundaria (High School Confidential de Jerry Lee Lewis), La Plaga (Good Golly Mis Molly, éxito de Little Richard) y Buen Rock esta Noche (Good Rocking Tonight de Elvis Presley). Aparentemente las letras en español fueron compuestas por el grupo en ese momento
La Plaga salió editado como sencillo ese mismo año de 1959, junto con otros seis, pero no fue el primero de ellos como a veces se ha dicho. El primer sencillo de Los Teen Tops fue Rock de la Cárcel y Confidente de Secundaria. En 1960 los doce temas integraron el primer álbum de la banda.

## Comparación de las letras en inglés y español
Las letras son completamente distintas, e incluso señalan desde un origen una profunda diferencia entre el rock and roll para los jóvenes de habla inglesa y para aquellos de habla española. 
En la letra en inglés (Good Golly Miss Molly) todo el tema alude con doble intención al sexo. «Rockin' and a rollin'», al igual que «like to ball» (le gusta pelotear), y «made me ting-a-ling-a-ling» (me pone ting-a-ling-a-ling), son todas expresiones de doble sentido para referirse al sexo. Miss Molly (la Señorita Molly) era probablemente una prostituta. La letra original dice «desde la mañana temprano hasta temprano en la noche, cuando tomé a Miss Molly roqueando en la casa de la luz azul». Miss Molly además seguramente era una joven afrodescendiente, porque "Golly" era una muñeca negra grotesca, fabricada en Gran Bretaña desde principios del siglo XX, que trajo grandes debates en los 70 y 80 sobre si se trataba de una estereotipo racista, hasta que finalmente fue sacada de la venta. El que canta es obviamente un adolescente que tiene relaciones con miss Molly, porque la letra dice «Mamá, Papá, me dijeron "hijo, cuídate"/si supieran de miss Molly, es de mi Pá de quien tendría que cuidarme».
En la letra en español (La Plaga) "rocanrolear" (verbo españolizado en esa canción por primera vez) significa bailar y no tiene ninguna connotación sexual. La Plaga es el apodo de una joven (al igual que miss Molly), pero a diferencia de aquella su fama no está relacionada con el sexo sino con el baile («le gusta bailar y cuando está rocanroleando es la reina del lugar»). Como en otros temas de Los Teen Tops (Popotitos), la Plaga no es bonita, pero eso no importa, ya que lo importante es que sepa bailar («ya me quiero casar, no es que sea muy bonita pero le gusta bailar»). El término «plaga» no aparece en la canción original.
Esta diferencia entre el contenido sexual picaresco de doble sentido que el término rock and roll y las letras de las canciones tuvieron en Estados Unidos y el Reino Unido, y el contenido relacionado con el baile y la traviesa rebeldía juvenil, que tomó en América Latina y España, sería una de las diferencias más notables entre el rock internacional y el rock en español.

## Hechos relacionados
- Enrique Guzmán, el cantante líder de Los Teen Tops, abrió en el D.F. de México un restaurante musical llamado La Plaga.
- Alejandra Guzmán, hija de Enrique Guzmán, grabó La Plaga en 1987, y con ella inició su carrera como cantante.[4]